# Pettenasco
Pettenasco est une commune italienne de la province de Novare, dans la région Piémont.

## Administration
| Période                                  | Période  | Identité           | Étiquette | Qualité              |
| ---------------------------------------- | -------- | ------------------ | --------- | -------------------- |
| 2006                                     | En cours | Dott. Ezia Tabozzi | aucun     | commerçant/négociant |
| Les données manquantes sont à compléter. |          |                    |           |                      |

### Hameaux
Pratolungo, Crabbia, Poggio Luneglio.

### Communes limitrophes
Armeno, Miasino, Omegna, Orta San Giulio.

### Galerie

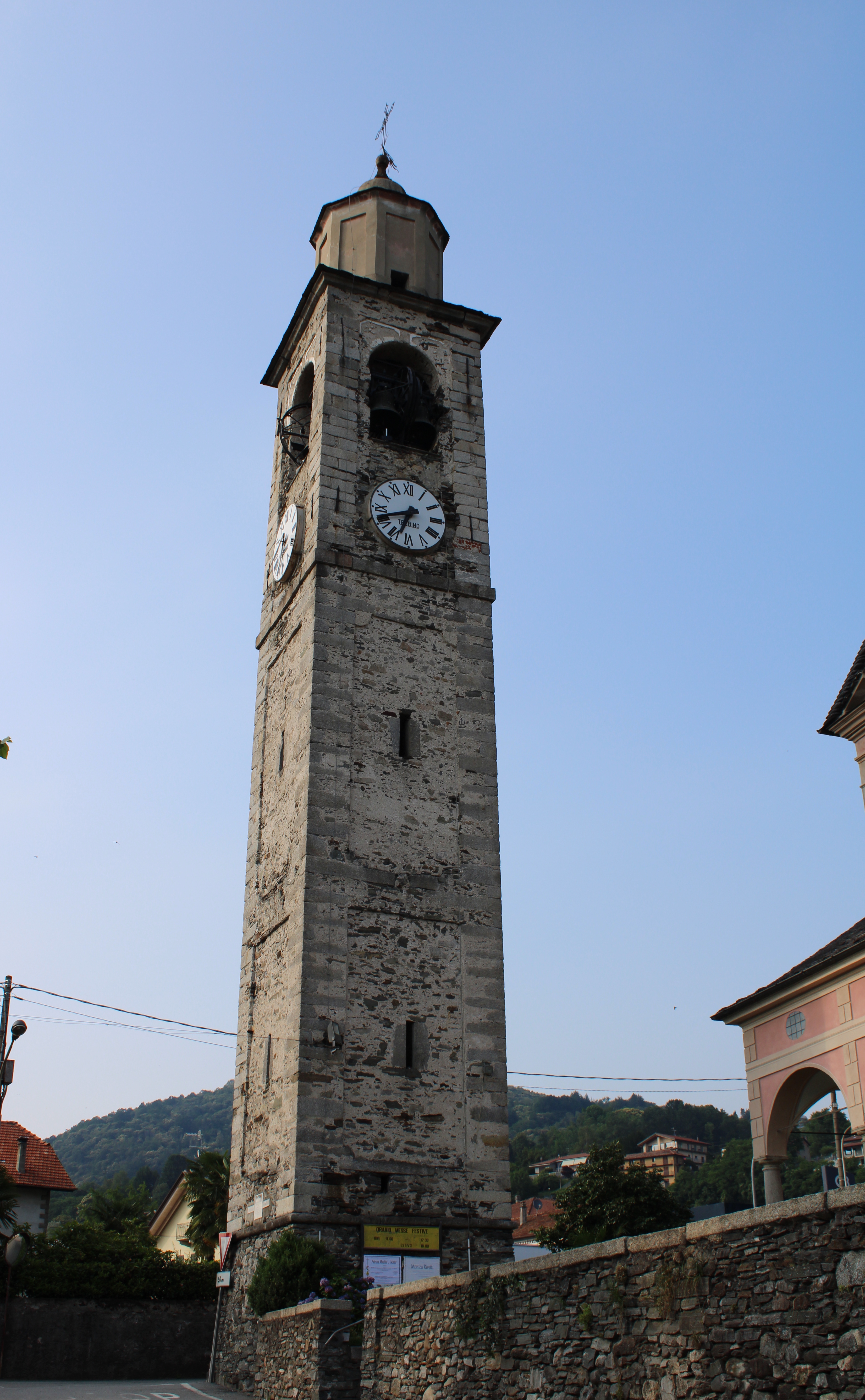
Le campanile.
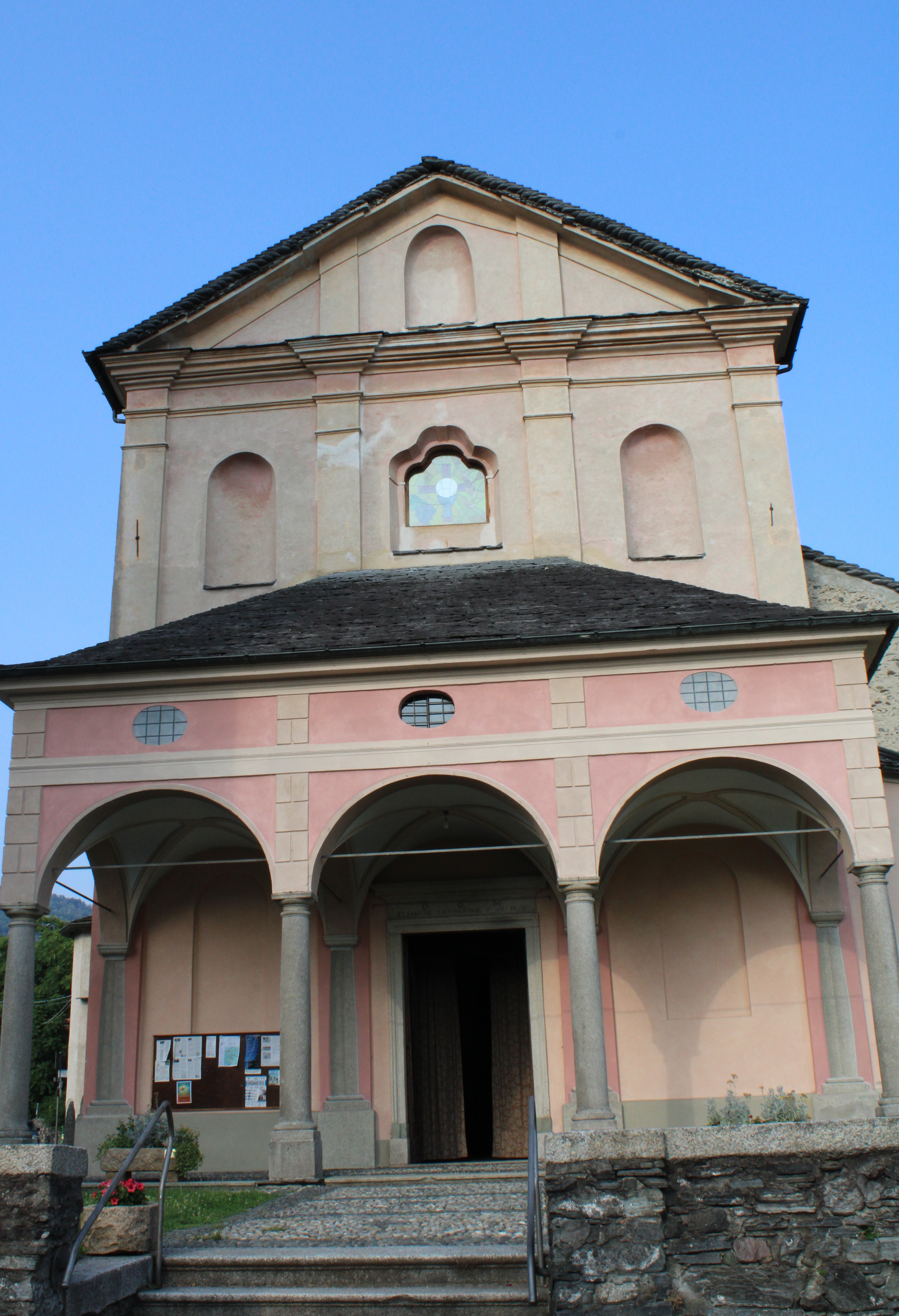
La façade de l'église.
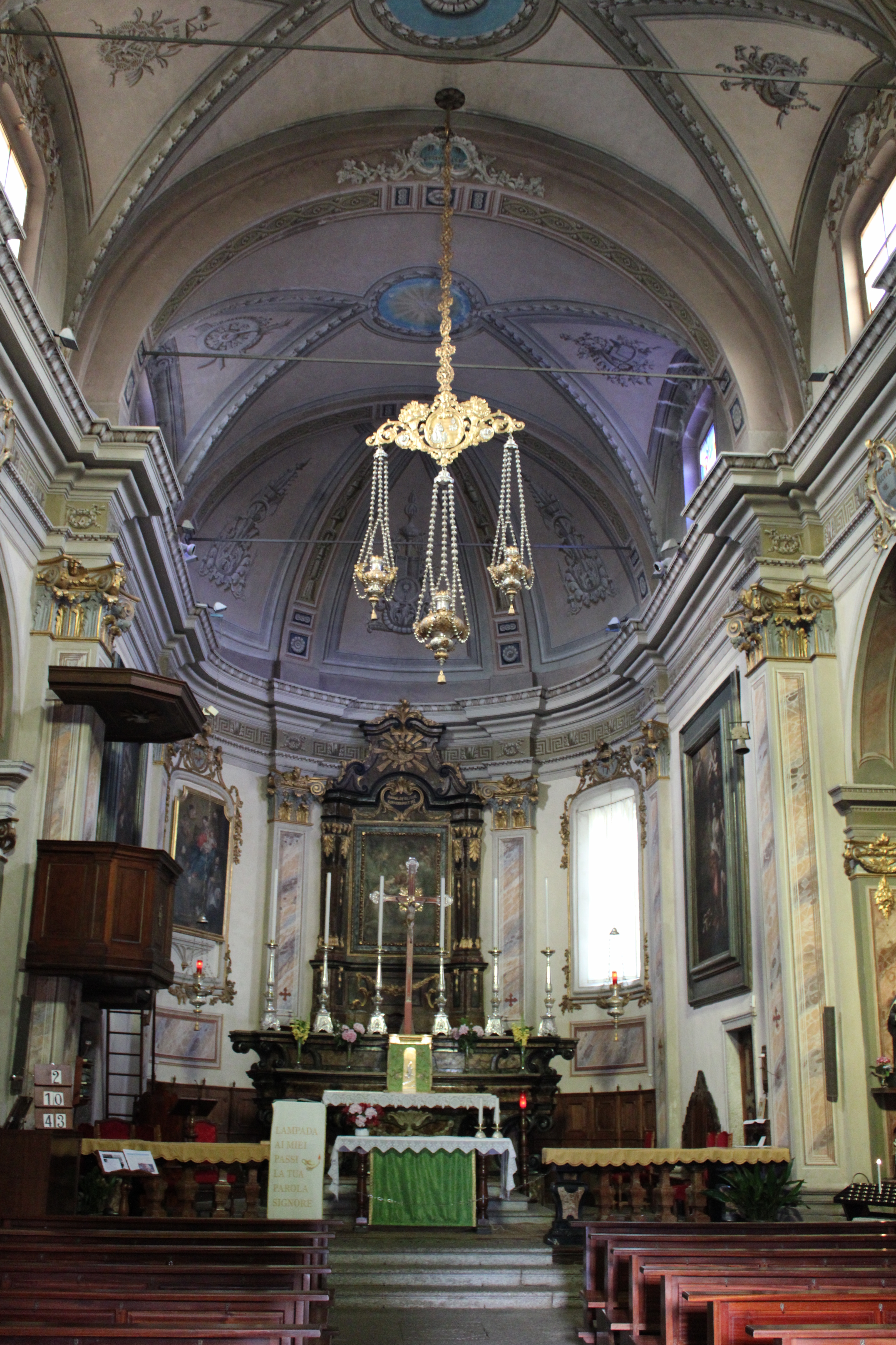
La nef de l'église.
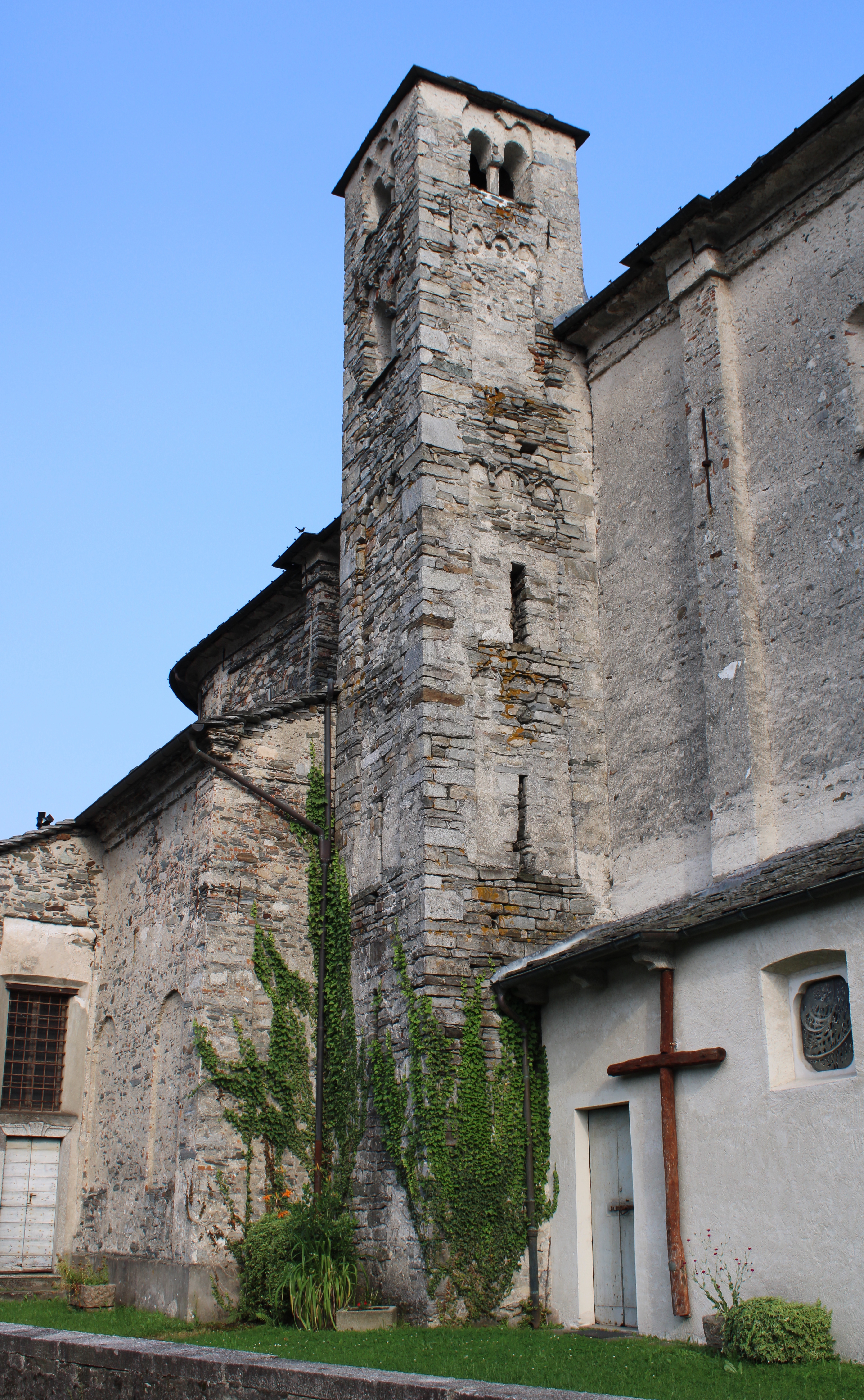
Le clocher de l'église.
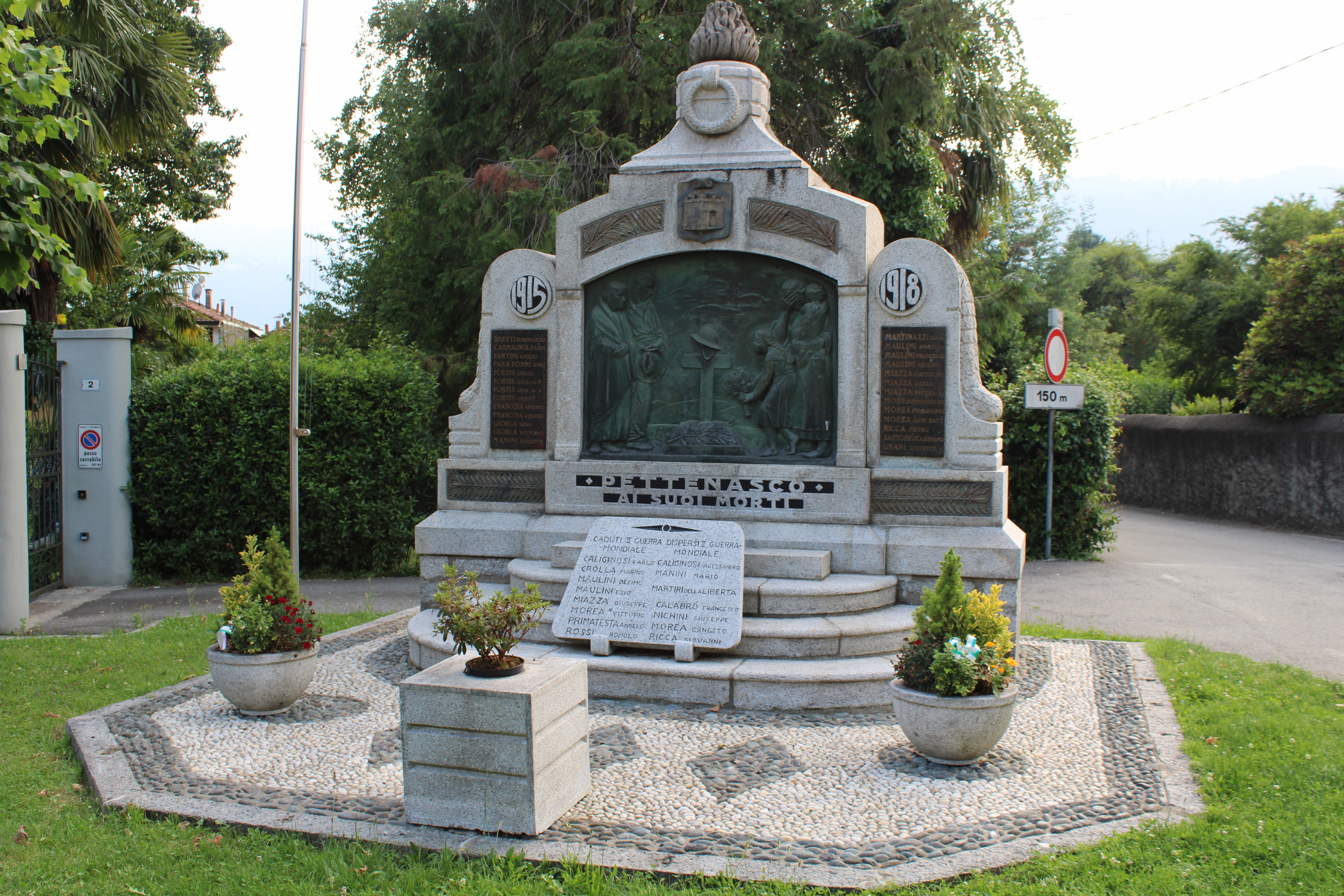
Le monument aux morts entre 1915 et 1918.